# Экспедиция Шеклтона — Роуэтта
Экспеди́ция Ше́клтона — Ро́уэтта 1921—1922 годов (англ. The Shackleton–Rowett Expedition), известна также как Экспедиция «Квеста» (англ. Quest Expedition) — третья и последняя самостоятельная антарктическая экспедиция сэра Эрнеста Шеклтона, спонсируемая предпринимателем Джоном Куиллером Роуэттом (1874—1924). Первоначально планировалось исследование моря Бофорта, но канадское правительство отказало в финансовой поддержке. Это привело к радикальному изменению цели экспедиции; поход в Антарктиду стал в значительной степени импровизацией, не имевшей конкретной направленности. Ещё до начала основного этапа экспедиции скончался Э. Шеклтон, сменивший его Ф. Уайлд не сумел пробиться на маломощном судне через паковые льды, после чего Роуэтт отдал приказ о возвращении. Экспедиция имеет, главным образом, историческое значение: по мнению биографов Шеклтона — Марджери и Джеймса Фишеров, — «она обозначила границу между „героической“ и „механической“ эпохами освоения Антарктики». В течение 7 лет после её окончания не проводилось ни одного нового похода в антарктический регион.

## Предыстория
После бесславного окончания Имперской трансантарктической экспедиции, совершив короткое лекционное турне по США, Шеклтон 29 мая 1917 года вернулся в Лондон. По возрасту он не подлежал призыву, вдобавок, страдал сердечным заболеванием, но стремился в армию и неоднократно направлял ходатайства отправить его на Западный фронт. В октябре 1917 года он был назначен главой дипломатической миссии, которая должна была убедить правительства Аргентины и Чили вступить в войну на стороне Антанты. Попытка окончилась неудачей, и в апреле 1918 года Шеклтон вернулся на родину. Несмотря на неудачу, Шеклтона направили на Шпицберген для исследования возможности британской аннексии архипелага: миссия проводилась под видом геологической экспедиции. По дороге в Арктику Шеклтон слёг в Тромсё, где у него произошёл серьёзный сердечный приступ. Поскольку миссия на Шпицберген не состоялась, Шеклтону дали временный чин майора и отправили в составе военной миссии в Мурманск. Служба на вторых ролях не удовлетворяла его, в одном из писем он жаловался, что «не может найти себя, если не находится среди бурь в диких землях». В феврале 1919 года Шеклтон вернулся в Лондон с проектом освоения природных ресурсов Северной России в кооперации с местным белым правительством. Провал иностранной интервенции привёл к крушению и этих планов. За участие в интервенции он был возведён в достоинство офицера Ордена Британской империи. Шеклтону пришлось выступать с публичными лекциями о своих путешествиях, чтобы заработать на жизнь и рассчитаться с огромными долгами по предыдущей экспедиции. Зимой 1919—1920 годов он в течение пяти месяцев по шесть дней в неделю выступал с лекциями, давая их дважды в день: в декабре 1919 года вышла его книга «Юг», описывающая ход Имперской экспедиции. Несмотря на отчаянное финансовое положение, в 1920 году Шеклтон начал разрабатывать планы новой полярной экспедиции.

## Первоначальный план

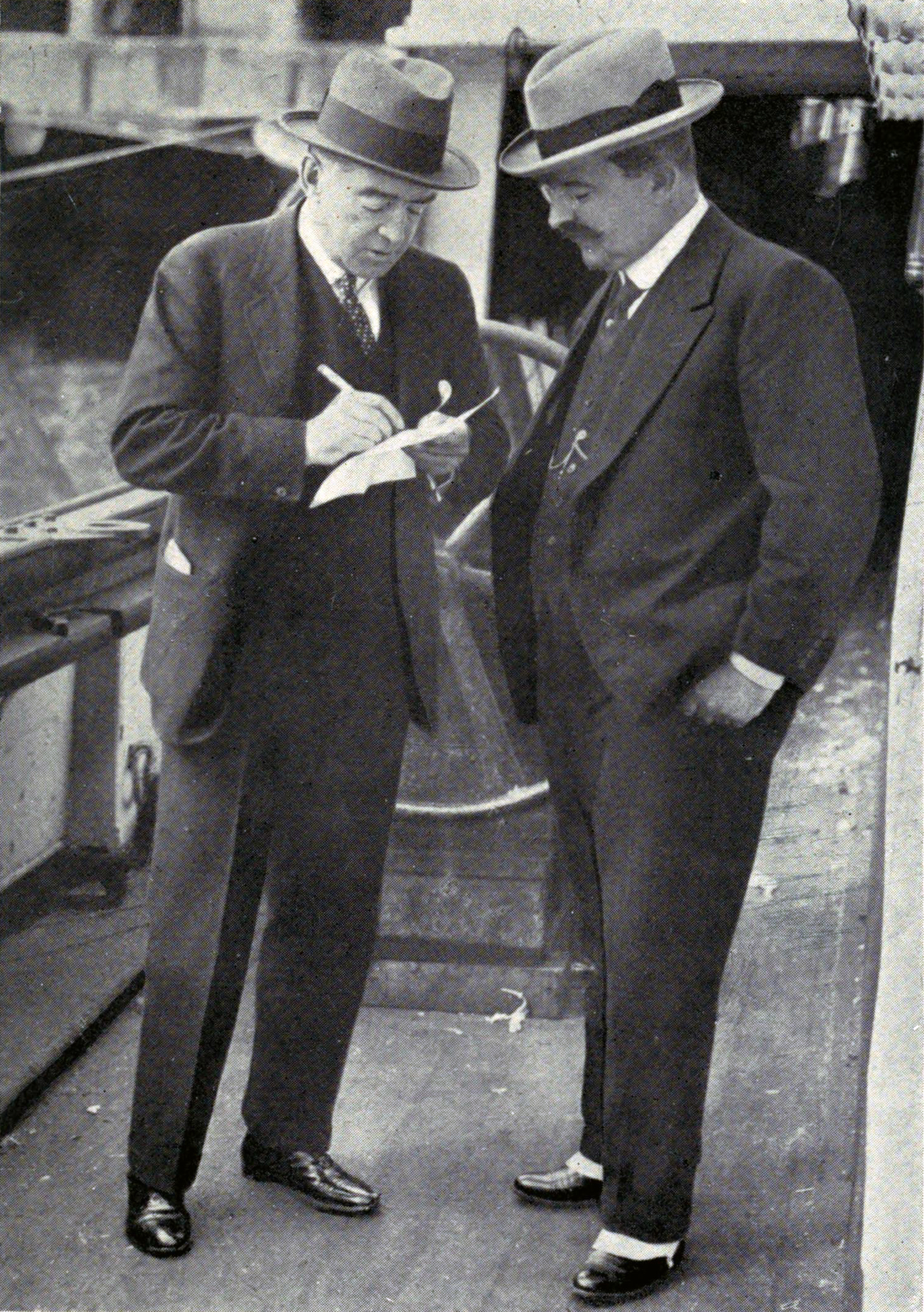
Шеклтон (слева) и Роуэтт

Шеклтон решил перенести свою деятельность в Арктику, а именно в неисследованный район моря Бофорта, к северу от Аляски и к западу от Канадского Арктического архипелага. Шеклтон разделял убеждение, что где-то в этом районе имеется неоткрытая суша, которая вызывает как научный, так и экономический интерес. Он также рассчитывал дойти до арктического полюса недоступности, расположенного в этом районе. В марте 1920 года план Шеклтона был одобрен Королевским географическим обществом и поддержан канадским правительством. Шеклтон рассчитал, что бюджет экспедиции составит 50 000 фунтов стерлингов (ф.ст.).
В конце 1920 года Шеклтон возобновил дружбу со школьным приятелем — Джоном Куиллером Роуэттом, разбогатевшим на производстве спирта. Он выделил Шеклтону необходимую сумму, на которую в январе 1921 года исследователь смог купить норвежский китобоец Foca I и начать приобретение снаряжения и наём экипажа.
Ещё в мае 1920 года в Канаде сменилось правительство, новый премьер-министр А. Мейен отказал в финансовой поддержке экспедиции. Роуэтт убедил Шеклтона не отменять похода, но изменить его цели — отныне планы были переориентированы на Антарктиду. Впервые об этом Шеклтон написал доктору Маклину, находившемуся в Канаде для закупки ездовых собак: теперь планировалась широкая программа разведки и картографирования побережий, океанографических исследований и разведки полезных ископаемых.

## Подготовка и снаряжение

### Новые цели
К июню 1921 года Шеклтон представил план комплексной океанографической экспедиции в Южном океане, предусматривающий плавание вокруг всего Антарктического материка и картографирование около 2000 миль (3200 км) побережий, до тех пор не известных исследователям. Программа включала посещение и картографирование малоизвестных островов и проверку существования «островов-призраков», таких как Дауэрти, архипелаг Нимрод и Туанаки, а также разведку полезных ископаемых. Также Шеклтон собирался исследовать дно океана вокруг острова Гоф, дабы выяснить природу «подводных структур, связывающих Африку и Южную Америку». По мнению биографов Шеклтона, данный план был чрезмерно амбициозным для маленькой экспедиции продолжительностью в два года и являлся, скорее всего, импровизацией.

### Снаряжение

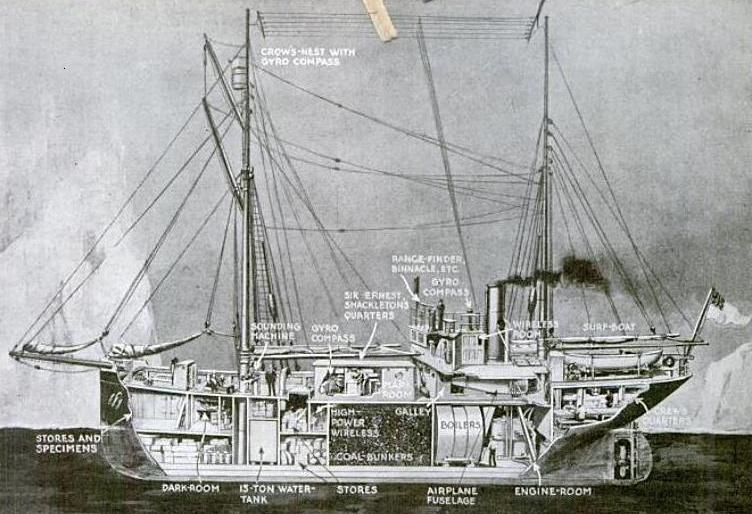
«Квест» в поперечном разрезе. Диаграмма из декабрьского выпуска журнала Popular Science за 1921 год

Шеклтон никогда не был противником технического прогресса, поэтому готовящаяся экспедиция впоследствии описывалась как провозвестница «механической эры» в полярных исследованиях. Шеклтон взял в экспедицию самолёт Avro «Antarctic» Baby (который так и не был использован), несколько воздушных шаров-зондов для исследования атмосферы, а на судне «Квест» было использовано множество технологических новшеств. Так, наблюдательная площадка («воронье гнездо») имела электрическое отопление, электроподогревом были снабжены костюмы вахтенных, имелся беспроволочный телеграф, гирокомпас, а также одограф, то есть курсометр. Экспедиция располагала множеством кино- и фотокамер, а также гидрофоном. Всё это стало возможным лишь благодаря щедрости Роуэтта, который в конце концов взял на себя все расходы, составившие около 100 000 ф.ст. Экспедиция на «Квесте» была единственной в своё время, которая вернулась домой без задолженностей.

### Экспедиционное судно
В марте 1921 года Шеклтон переименовал своё судно в Quest (англ. «Поиск»). Это было очень маленькое судно водоизмещением 214 тонн, длиной 111 футов (33 м), оснащённое вспомогательным паровым двигателем, обеспечивающим скорость в 5 узлов. Построено оно было в 1917 году. Судно было плохо приспособлено для дальних плаваний: имело малый запас провианта и топлива, было сложным в управлении и валким. Несмотря на определённые удобства для экипажа, судно совершенно не подходило для экспедиции со столь сложными задачами, и потому каждый заход в порт всегда начинался с ремонта.

### Команда

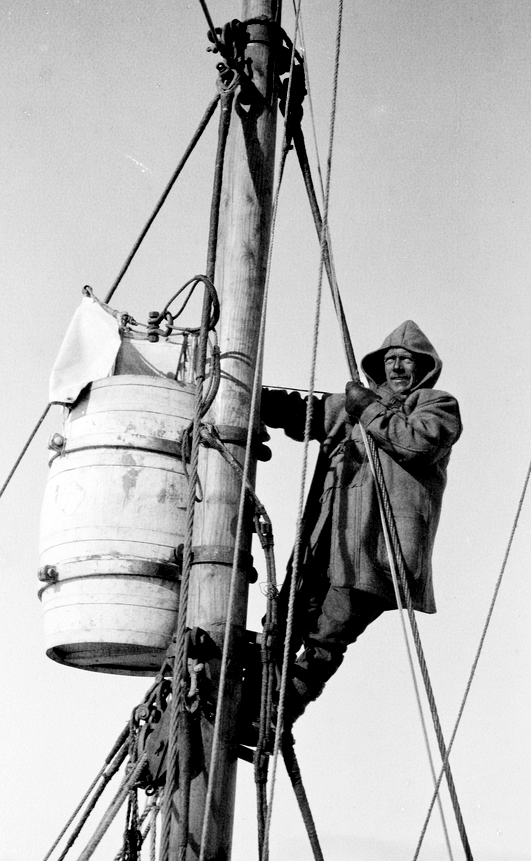
Уайлд забирается в «воронье гнездо»

Хотя в газете Times и писали, что «Шеклтон планирует взять с собой 12 человек, в основном тех, кто уже сопровождал его», но в действительности из 20 человек команды полярный опыт имели всего 8. Однако это были полярные ветераны: так, боцман Делл плавал ещё на «Дискавери» в 1901—1904 годах. С некоторыми из ветеранов Имперской экспедиции Шеклтон всё ещё не расплатился к 1921 году, но они всё равно готовы были его сопровождать.
Для Фрэнка Уайлда, старшего помощника командира, это была уже пятая антарктическая экспедиция и третья, совершённая вместе с Шеклтоном. Капитаном «Квеста» стал бывший капитан «Эндьюранса» Фрэнк Уорсли. Ветеранами были: оба судовых врача Александр Маклин и Джеймс Макилрой, метеоролог Леонард Хасси, машинист Альфред Керр, матрос Том Маклеод и кок Чарльз Грин. Шеклтон хотел заполучить и Томаса Крина, но тот ушёл в отставку из флота и отказался от приглашения.
Пилот Родерик Карр, управлявший самолётом Avro Baby, был представителем Королевских военно-воздушных сил Новой Зеландии. С Шеклтоном они познакомились в Мурманске, потом Карр служил в создаваемых ВВС Литвы. Поскольку самолёт не использовался, Карр, в основном, ассистировал судовым учёным. Шефом научного отряда был австралиец Хьюберт Уилкинс — пилот, а также опытный полярник, участник Канадской арктической экспедиции В. Стефанссона. В отряд входил также канадский геолог Уайберт Дуглас, первоначально рассчитывавший на дрейф в море Бофорта.
Двое членов команды были бойскаутами: газета Daily Mail устроила конкурс, в котором участвовали 1700 скаутов. Победители Норман Муни и Джеймс Мэрр были зачислены в состав команды, причём Муни сошёл на берег на Мадейре, не выдержав морской болезни, а 18-летний Мэрр проработал до конца экспедиции и заслужил лестные отзывы Шеклтона и Уайлда.

## Ход экспедиции

### Плавание на юг

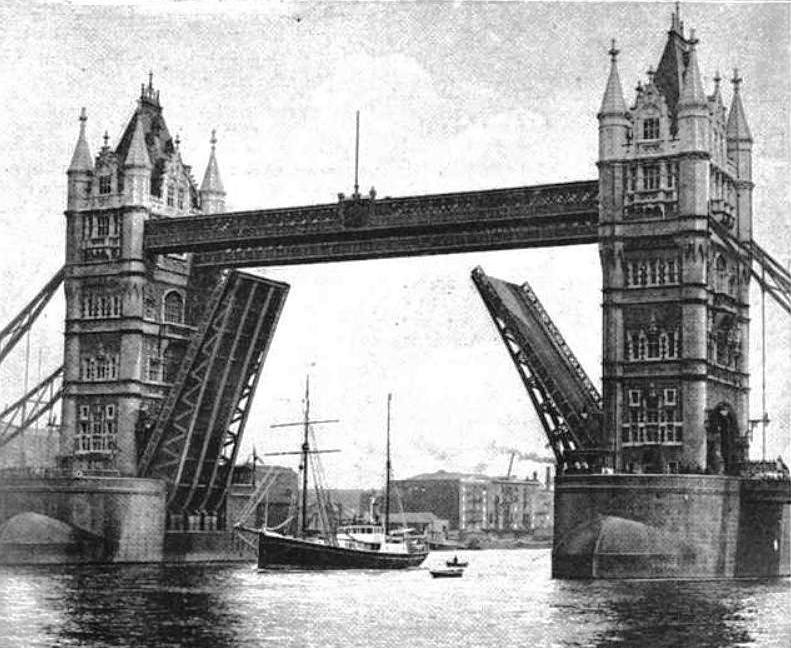
«Квест» проходит Тауэрский мост 17 сентября 1921 года

17 сентября 1921 года «Квест», стоящий в лондонском доке Сент-Кэтрин, посетил король Георг V, после чего судно пошло вниз по Темзе, собирая толпы провожающих на каждой набережной и мосту. Шеклтон первоначально собирался идти в Кейптаун, посетив по пути важнейшие острова Южной Атлантики. Из Кейптауна «Квест» должен был двинуться к Земле Эндерби на побережье Антарктиды и исследовать побережье Земли Котса в море Уэдделла. Выполнив программу, экспедиция должна была посетить Южную Георгию и вернуться в Кейптаун на зимовку для ремонта и доукомплектования на второй сезон работы. Эти планы были нарушены уже в самом начале: серьёзные изъяны в конструкции двигателя заставили зайти на неделю в Лиссабон, а затем сделать остановки на Мадейре и Островах Зелёного мыса. Шеклтон был вынужден отказаться от графика похода и повернул в Рио-де-Жанейро для капитального ремонта. В Рио «Квест» вошёл 22 ноября 1921 года
Стоянка продлилась четыре недели: помимо ремонта паровой машины, пришлось менять поврежденную стеньгу. Задержка означала, что первый сезон экспедиции сорван: не было времени идти в Кейптаун, где находились запасы и оборудование, необходимое для плавания во льдах. Шеклтон решился на нестандартный шаг, и дал приказ идти прямо на Южную Георгию. Доктор Маклин в своём дневнике обратил внимание на то, что начальник явно не знал, что же ему делать дальше.

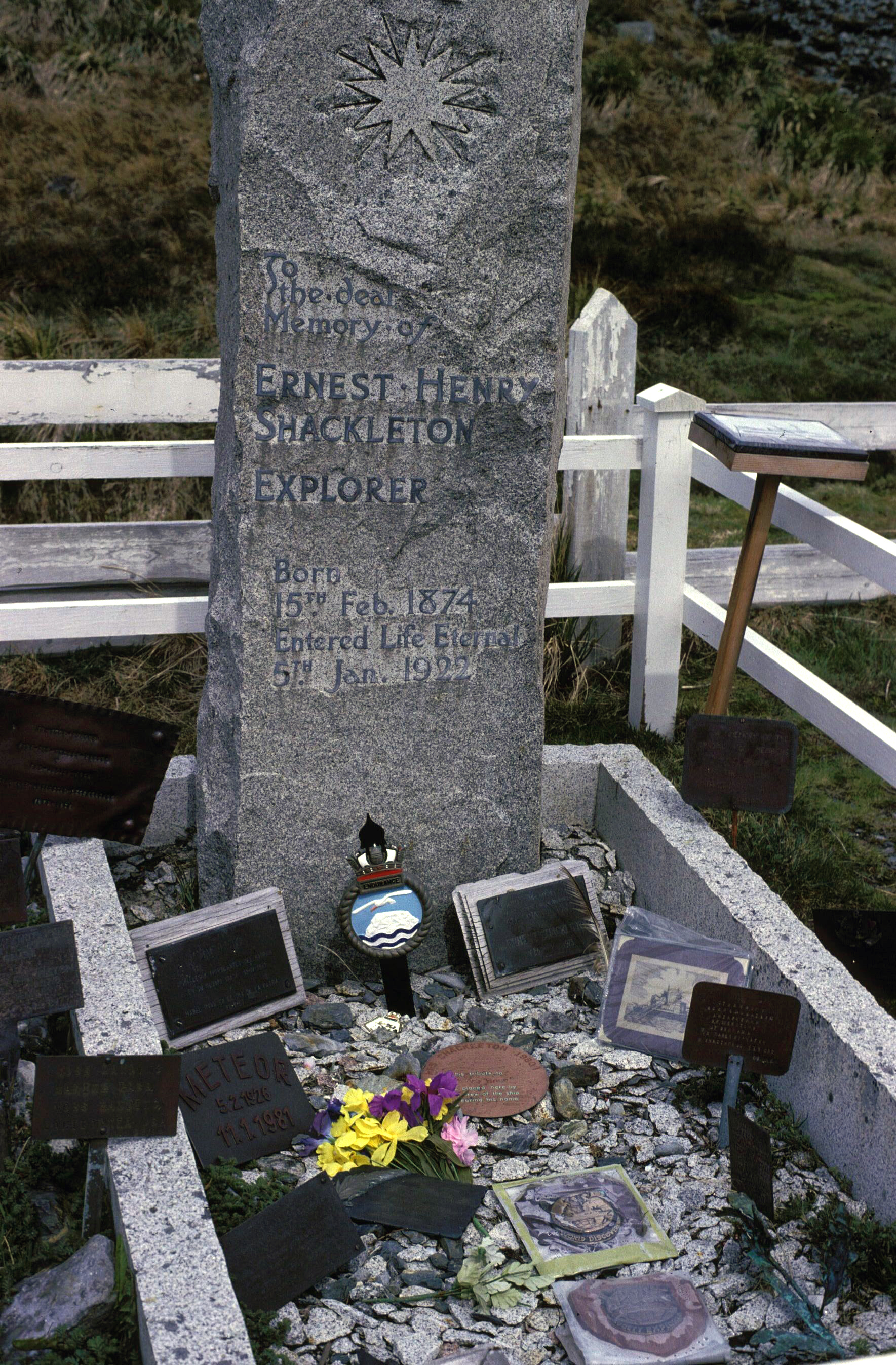
Могила Шеклтона в Грютвикене

17 декабря, за день до выхода из Рио, Шеклтон, видимо, перенёс сердечный приступ, но не позволил Маклину осмотреть себя, и на следующий день заявил, что чувствует себя превосходно. После выхода в море члены команды заметили, что поведение начальника резко изменилось, он каждое утро принимал алкоголь, чего никогда не делал раньше. Сильный шторм, бушевавший до Нового года, не позволил отпраздновать Рождество и усилил подавленность Шеклтона. 4 января 1922 года «Квест» пришёл в Грютвикен. Шеклтон посетил начальство китобойной базы и заявил Уайлду, что назавтра команда будет праздновать отложенное Рождество. Однако ранним утром 5 января 1922 года с Шеклтоном случился очередной приступ, и он скончался в возрасте 47 лет. В заключении о смерти Маклин поставил диагноз «закупорка коронарных артерий на фоне сердечной недостаточности», в современной терминологии — коронарный тромбоз. Уайлд выступил перед командой и заявил, что экспедиция будет продолжена. Метеоролог Л. Хасси 19 января отправился вместе с телом Шеклтона в Монтевидео, где получил телеграмму леди Шеклтон с просьбой захоронить сэра Эрнеста в Грютвикене. Только 5 марта останки исследователя упокоились на Норвежском кладбище. Кроме Хасси, никого из подчиненных Шеклтона не было на похоронах: «Квест» ещё находился в пути. На могиле поставили простой деревянный крест, а ныне существующий памятник был установлен в 1928 году.

### Плавание во льдах
Поскольку склады Южной Георгии были в состоянии обеспечить экспедицию необходимыми припасами, Уайлд решил действовать в соответствии с планами Шеклтона. Он собирался отправиться на восток в направлении острова Буве, за которым должен был повернуть к Антарктическому побережью, попутно исследовав несколько островов-призраков, о которых сообщал Джеймс Росс в 1841 году. Однако успех этого плавания целиком зависел от ледовой обстановки, ветра и волнения.

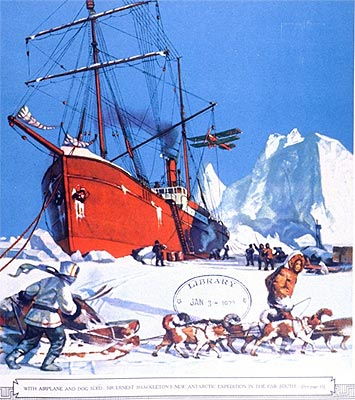
«Сквозь льды на аэроплане и с собаками». Обложка январского выпуска журнала Scientific American за 1922 г. Художник преувеличил размеры судна

18 января «Квест» отправился к Южным Сандвичевым островам. Перегруженное судно не справлялось с волнением и черпало воду, неоправданно большим оказался расход топлива. Пришлось отказаться от посещения острова Буве, и повернуть на юг. 4 февраля «Квест» оказался перед кромкой пакового льда. Уайлд рискнул войти во льды, невзирая на падение температуры, и смог достигнуть 12 февраля самой южной точки в этой экспедиции: 69°17' ю. ш. на 17°09' з. д. После этого, чтобы не рисковать судном, пришлось поспешно отступать. 18 февраля была совершена ещё одна безуспешная попытка пробиться южнее, после чего «Квест» направился к острову Элефант. С 15 по 21 марта судно было блокировано льдами, но 25 марта всё-таки добралось до острова Элефант. Уайлд хотел посетить место зимовки в предыдущей экспедиции, а также добыть достаточно морских слонов, чтобы топить их жиром паровой котёл (в смеси с углем). Жир был заготовлен, но места зимовки не удалось достичь из-за плохой погоды. Благодаря попутному ветру 6 апреля «Квест» вернулся на Южную Георгию.

### Возвращение
Команда провела в Грютвикене месяц, отплыв в Кейптаун 8 мая. 20 мая «Квест» зашёл на Тристан-да-Кунью, где Мэрр должен был вручить флаг местной скаутской организации. После пятидневной стоянки команда посетила острова Инаксессибл и Найтингейл, где были собраны зооботанические и геологические образцы. 18 июня экспедиция прибыла в Кейптаун, где её членов встречали как триумфаторов. Команду принял премьер-министр Южно-Африканского союза Ян Смэтс, множество приглашений прислали местные общества и организации. Уайлд собирался с наступлением весны продолжить попытки пробиться на юг, но в Кейптаун прибыл порученец Роуэтта с приказом прервать экспедицию и возвращаться. Посетив по пути острова Св. Елены, Вознесения и Сан-Висенте, «Квест» вошёл в гавань Плимута 16 сентября 1922 года, ровно через год после начала похода.

## После экспедиции
Уайлд писал в отчёте об экспедиции, что возвращение прошло тихо и незаметно, хотя его биограф Миллс утверждал, что в гавани экспедицию встречала толпа. Научные результаты, доставленные экспедицией, были незначительны и были опубликованы в виде приложений к отчёту Уайлда. По словам Миллса, «этого явно недостаточно, чтобы показать результаты года работы». Главной причиной было то, что всё антарктическое оборудование осталось в Кейптауне. Уайлд хотел было поменять цель похода и начать исследование Земли Грейама, но на Южной Георгии не было нарт и ездовых собак. Самолёт так и остался разобранным в Кейптауне, основная радиостанция вообще не работала, запасная имела дальность передачи 250 миль (400 км) и не могла быть использована.
Биолог экспедиции Х. Уилкинс стал известен как полярный лётчик, в 1928 году перелетев через Арктику от мыса Барроу до Шпицбергена. В том же году он выполнил первые полёты над Землёй Грейама в Антарктиде. В 1930-е годы он неудачно попытался долететь до Южного полюса. Джеймс Мэрр, бойскаут экспедиции, участвовал в нескольких австралийских антарктических экспедициях. Не летавший в экспедиции пилот Карр дослужился до звания воздушного маршала.